# Robert Fontaine
Pour les articles homonymes, voir Robert Fontaine (homonymie) et Fontaine.
Robert Fontaine, né le 18 novembre 1980, est un joueur d'échecs français, grand maître international depuis 2002, il est affilié à la fédération d'échecs suisse depuis décembre 2018.

## Carrière échiquéenne

### Historique
Robert Fontaine obtient le titre de maître international en 1997, et celui de grand maître international en 2002 après avoir remporté le tournoi de Novi Sad (Serbie).
Joueur d'échecs professionnel entre 2002 et 2007, il est membre de l'équipe de France en 2004 aux Olympiades de Calvià.
Alors qu'il obtient le classement Elo le plus élevé de sa jeune carrière, il décide d'arrêter sa carrière professionnelle en mai 2007 afin de travailler pour le magazine Europe Échecs.

### Palmarès
Robert Fontaine est six fois champion de France chez les jeunes, dont deux fois Junior, en 1997 et 2000. Il possède de nombreuses participations aux championnats du monde et d'Europe chez les jeunes.
Il intègre l'équipe de France en 2004 avec une participation aux Olympiades de Calvià en 2004. Il termine également troisième au championnat de France de Besançon en 2006.
Ses plus grands succès sont Las Vegas en 2006, la Rilton Cup en Suède en 2007, ainsi que sa victoire à l'open de Paleóchora en juillet 2009, devant 26 autres GMI.

### Une partie
Bricard-Fontaine, Val-d'Isère, 2002
1. e4 c5 2. Cc3 e6 3. g3 d5 4. exd5 exd5 5. d3 d4 6. Ce4 Cc6 7. Fg2 Fe7 8. Ce2 h5 9. 0-0 h4 10. Cf4 g5 11. Ce2 f5 12. Cd2 Fe6 13. Cf3 Fd5 14. c4 Fxf3 15. Fxf3 Dd6 16. Fg2 Ch6 17. gxh4 0-0-0 18. hxg5 Cg4 19. Ff4 Cce5 20. h3 Fxg5 21. Dd2 Txh3 22. f3 Ce3 23. Fxh3 Tg8 24. Fxg5 Txg5+ 25. Rf2 C5xc4 26. dxc4 Dh2+ 27. Re1 Dxh3 28. Cg3 Txg3 29. Df2 Tg2 0-1.

## Carrière professionnelle
Robert Fontaine travaille actuellement en Suisse dans le domaine du digitalet de la blockchain.

## Vie privée
Robert Fontaine habite en Suisse depuis 2014.